# Ambrogio Morelli
Ambrogio Enrico Morelli (Nerviano, 4 december 1905 – 10 oktober 2000) was een Italiaans wielrenner.

## Belangrijkste overwinningen
1929
- Ronde van de Drie Valleien

1930
- Ronde van Piemonte
- Trofeo Melinda

1931
- 12e etappe Ronde van Italië

1933
- 5e etappe Ronde van Catalonië

1935
- 16e etappe Ronde van Frankrijk
- 20e etappe deel b Ronde van Frankrijk

## Resultaten in voornaamste wedstrijden
| Jaar | Ronde van Italië | Ronde van Frankrijk | Ronde van Spanje |
| ---- | ---------------- | ------------------- | ---------------- |
| 1929 | 10e              |                     |                  |
| 1930 | 4e               |                     |                  |
| 1931 | 8e (1)           |                     |                  |
| 1932 | 26e              | opgave              |                  |
| 1933 | 20e              |                     |                  |
| 1934 | 19e              | 6e                  |                  |
| 1935 | 10e              | ↑ (2)               |                  |
| 1936 | 7e               |                     |                  |
| 1937 | 9e               | opgave              |                  |
| 1938 | opgave           |                     |                  |

| Jaar | Milaan-San Remo | Ronde van Lombardije |
| ---- | --------------- | -------------------- |
| 1929 |                 | 10e                  |
| 1930 |                 |                      |
| 1931 | 29e             |                      |
| 1932 |                 |                      |
| 1933 | 18e             |                      |
| 1934 | 32e             | 20e                  |
| 1935 |                 |                      |
| 1936 |                 |                      |
| 1937 |                 |                      |
| 1938 |                 |                      |